# 小行星4579
小行星4579（英語：4579 Puccini）是一颗围绕太阳公转的小行星。1989年1月11日，佛蒙特·伯根在陶腾堡发现了此天体。
这颗小行星的绝对星等为139.62362等。